# Meatpacking District
Meatpacking District, också känt som Gansevoort Market är ett område på Manhattan i New York. Området sträcker sig ungefär från West 15th Street söderut till Gansevoort Street och från Hudsonfloden österut till Hudson Street. Namnet Meatpacking (köttpackning) kommer från att området var centrum för New Yorks köttindustri där det var fullt av lagerlokaler, slaktare och industriarbetare. Nattetid var gatorna centrum för prostitution och narkotikahandel. Sedan början av 2000-talet har området gentrifierats och är idag fullt av trendiga barer och lyxiga restauranger som ligger vägg i vägg med de återstående köttstyckningsföretagen. 
År 2015 flyttade Whitney Museum of American Art till södra änden av High Line vid Gasevoort Street.

## Bildgalleri

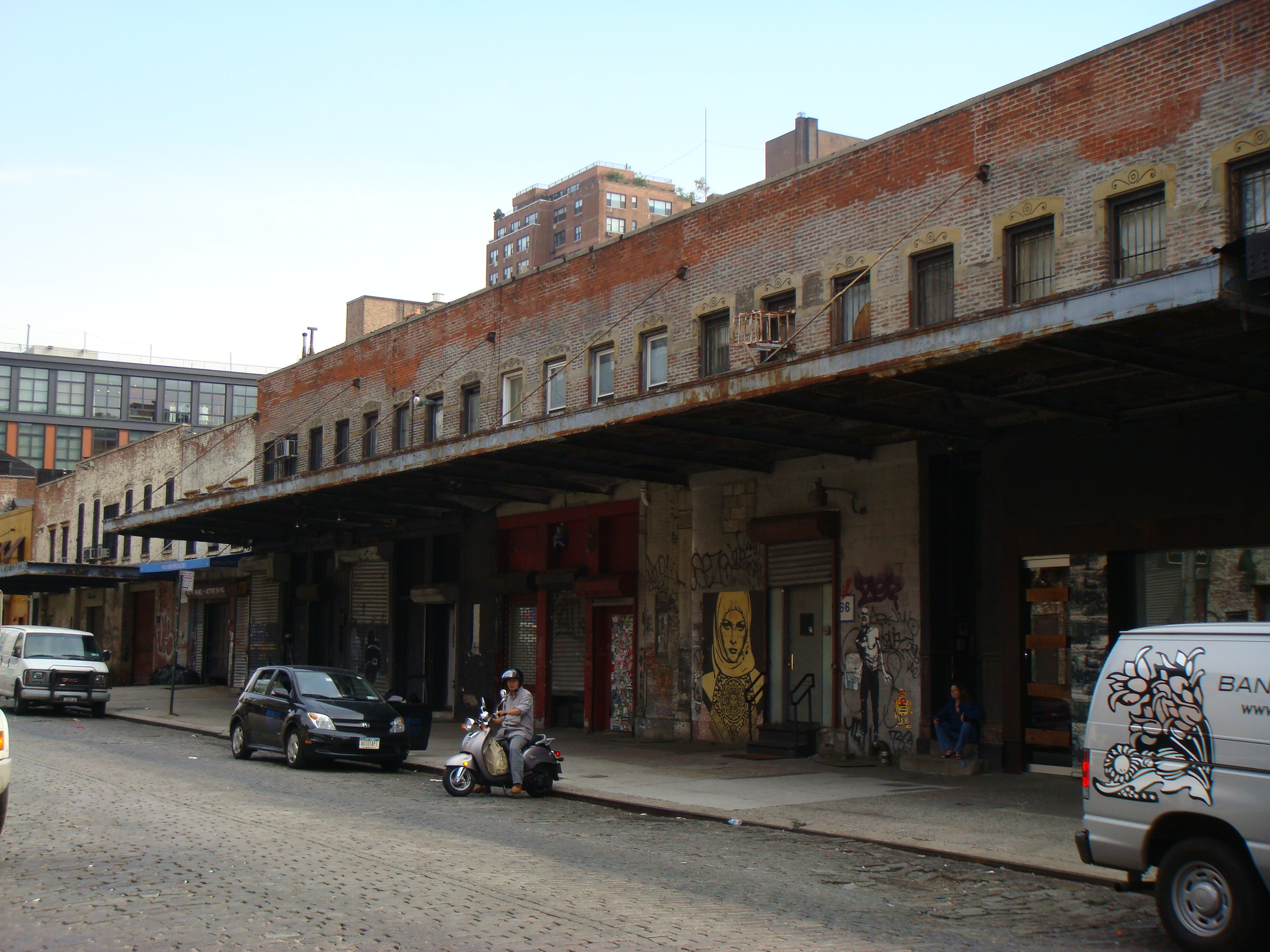
Ett slitet kvarter i Meatpacking District.